# Кумар, Сушил
Сушил Кумар (хинди सुशील कुमार, род. 26 мая 1983 года) — индийский борец вольного стиля, по национальности — джат. Двукратный призёр Олимпийских игр. Единственный в истории Индии чемпион мира по спортивной борьбе.

## Биография
Сушил Кумар родился в 1983 году в деревне Бапрола национального столичного округа Дели. Его отец Диван Сингх и двоюродный брат Сандип увлекались борьбой, и под их влиянием бороться начал и Сушил Кумар. С 14-летнего возраста он начал посещать борцовскую школу при стадионе Чхатрасал.
В 2003 году Сушил Кумар завоевал свои первые международные награды: бронзовую медаль Чемпионата Азии и золотую — Игр Содружества. На Олимпийских играх 2004 года он был лишь 14-м, однако на Играх 2008 года завоевал бронзовую медаль. В 2010 году в Москве стал чемпионом мира.
Был знаменосцем сборной Индии на церемонии открытия Олимпийских игр 2012 года в Лондоне и выиграл серебряную медаль. Занявший третье место казахстанский борец утверждал, что Сушил Кумар применял запрещённые приёмы, однако, протест казахстанской стороны не был удовлетворён.
На Олимпийских играх 2016 года проиграл в первом же раунде монгольскому борцу.
После завершения спортивной карьеры пытался привлечь к себе внимание заявлениями о подтасовках в спорте, в частности на чемпионате мира 2010 года, проходившем в Москве (где стал чемпионом).